# Eckhart G. Franz
Pour les articles homonymes, voir Franz.
Eckhart Goetz Franz (né le 24 décembre 1931 à Marbourg et mort le 16 mars 2015 à Darmstadt) est un archiviste et historien allemand. Il est directeur des Archives d'État de Hesse à Darmstadt jusqu'en 1996 et président de l'Association des archivistes allemands (de) de 1977 à 1985.

## Biographie
Eckhart G. Franz est le fils de l'historien Günther Franz (1902-1992) et le frère du théologien et directeur de la bibliothèque de Trèves Gunther Franz (de) (né le 2 février 1942 à Strasbourg en Alsace). Il étudie l'histoire, l'anglais et les études américaines à Heidelberg, Fribourg, Cologne et Portland, Oregon (États-Unis). En 1956, il obtient son doctorat avec une thèse Das Amerikabild der Deutschen Revolution von 1848/49. Après avoir terminé son doctorat, il effectue le service préparatoire d'archives à l'école d'archives de Marbourg (de) de 1957 à 1959 en tant qu'archiviste du Land de Hesse. De 1959 à 1971, il travaille comme évaluateur d'archives aux Archives d'État de Hesse à Marbourg. Pendant ce temps, il travaille en 1967 et à nouveau en 1969 pour le compte de l'UNESCO et du ministère fédéral des Affaires étrangères en Tanzanie pour enregistrer et indexer les fichiers de l'époque coloniale allemande dans les archives nationales (de). En 1971, il s'installe aux Archives d'État de Hesse à Darmstadt et en prend la direction. Il est à la retraite depuis 1996. Depuis 1971 également, il est directeur de la maison grand-ducale de Hesse et des archives familiales. Il occupe ce poste jusqu'à sa mort.
De 1962 à 1992, il est chargé de cours à temps partiel à l'école d'archives de Marbourg. De 1977 à 1985, il est président honoraire de l'Association des archivistes allemands (de), qui le nomme membre honoraire en 1996. Il est membre de la Commission historique de Hesse depuis 1965 (membre honoraire depuis 2009) et président de la Commission historique de Hesse de Darmstadt (de) depuis 1971. De 1973 à 2002, il est président de l'Association historique de Hesse (de).
Au niveau international, Franz est impliqué dans le Conseil international des archives (ICA). Il y est élu au Conseil consultatif du Secrétariat à la fin des années 1970, fait partie du Comité des publications de 1980 à 1984 et est secrétaire de la Table ronde (CITRA). En tant que secrétaire au développement de 1985 à 1988, il soutient les pays en développement dans la constitution de leurs archives. En 1988, il prend la direction du comité de formation archivistique, transformé en 1990 au sein de l'ICA en une section distincte, que Franz dirige jusqu'en 1992. À la 13e assemblée générale de l'ICA à Pékin en 1996, il est nommé membre honoraire de l'ICA. Franz présente une description des 750 ans d'histoire de la Maison de Hesse.
Franz décède en mars 2015 après une courte maladie. Il est enterré dans l'ancien cimetière de Darmstadt (de) (sépulture : IE 32).

## Honneurs
- 1992 : Hommage Johann-Heinrich-Merck (de)
- 1996 : Croix du Mérite 1re classe de l'ordre du Mérite de la République fédérale d'Allemagne
- Officier de l'ordre des Arts et des Lettres (chevalier déjà en 1979)

## Travaux (sélection)
- Haus Hessen – biografisches Lexikon. Hessische Historische Kommission, Darmstadt 2012  (ISBN 978-3-88443-411-6).
- Aus Hessens Geschichte. Aufsätze. Festschrift zum 75. Geburtstag. Hrsg. vom Historischen Verein für Hessen, Historischer Verein für Hessen, Darmstadt 2007  (ISBN 978-3-922316-26-8).
- Das Haus Hessen. Eine europäische Familie. Kohlhammer, Stuttgart 2005  (ISBN 3-17-018919-0).
- Revolution, Krieg und Streik, Weltausstellung und Volksfest. Der Illustrator und Karikaturist Leo von Elliot (1816–1890), Hessische Historische Kommission, Darmstadt 2000  (ISBN 3-88443-038-6).
- Einführung in die Archivkunde. Wissenschaftliche Buchgesellschaft, Darmstadt 1974; 7., aktualisierte Auflage 2007; 8. Aufl. 2010  (ISBN 978-3-534-23737-1).
- Das Amerikabild der deutschen Revolution von 1848/49. Zum Problem der Übertragung gewachsener Verfassungsformen, Winter, Heidelberg 1958.
- Der Wiederaufbau Sooden-Allendorfs nach seiner Zerstörung im 30jährigen Krieg. Wirtschaft und Verwaltung im Spiegel der Stadtrechnungen (= Beiträge zur Geschichte der Werralandschaft und ihrer Nachbargebiete. Band 7). Trautvetter & Fischer, Witzenhausen 1954.